# Рибниця (Болгарія)
Ри́бниця (болг. Рибница) — село в Смолянській області Болгарії. Входить до складу общини Рудозем.

## Населення
За даними перепису населення 2011 року у селі проживали 327 осіб.
Національний склад населення села:
| Національність   | Кількість осіб | Відсоток |
| ---------------- | -------------- | -------- |
| болгари          | 246            | 89,1%    |
| інша             | 25             | 9,1%     |
| Всього відповіли | 276            |          |

Розподіл населення за віком у 2011 році:
Динаміка населення: